# Août 1944
Les événements concernant la Seconde Guerre mondiale sont détaillés dans l'article Août 1944 (Seconde Guerre mondiale).

## Événements
- La Moldavie, conquise par l’Armée rouge, intègre l’Union soviétique. À la fin du mois, on se bat en Pologne et en Roumanie.

- 1er août : 
  - Canada : création du ministère de la Santé nationale et du Bien-Être social. « Adoption du programme fédéral des allocations familiales ; vive opposition chez les traditionalistes du Québec qui y voient une atteinte à l’autonomie provinciale et à la conception chrétienne de la famille ».
  - percée de Bradley au sud d'Avranches ;
  - la 2e division blindée du général Leclerc débarque en Normandie.
  - Thaïlande : le gouvernement Phibun Songkram, pro-japonais, est renversé en juillet. Khuang Abhaiwongse (Pridi) prend le pouvoir et se montre solidaire des Alliés.
  - Insurrection de Varsovie (fin le 2 octobre).

- 2 août : 
  - Vire est libérée par les Alliés;
  - à La Corogne (Espagne), alternative du matador Luis Miguel González Lucas dit « Luis Miguel Dominguín ».

- 3 août : 
  - Patton entre à Dinan.
  - Royaume-Uni[1] : loi Butler sur l’éducation, qui place le système éducatif sous la tutelle d’un ministère spécifique et le réorganise en trois cycles distincts. L’obligation scolaire est portée à 15 ans.

- 4 août : 
  - Pétain désavoue la Milice.
  - Les Américains s’emparent de Rennes. La Bretagne est peu à peu libérée, en direction du sud et du port de Brest, qui est atteint le 7 août.
  - Première victoire d'un Gloster Meteor sur un missile V1, qui parvient à le faire basculer vers le sol après avoir placé son aile sous celle du missile.
  - Arrestation des familles Frank (Otto, Edith, Margot et Annelies), Van Pels (Hermann, Augusta, Peter) et Fritz Pfeffer à Amsterdam. Le journal d'Anne Frank

- 4 - 5 août : les troupes alliées entrent dans Florence où des partisans se battent depuis quelques semaines contre les troupes allemandes.

- 6 août : 
  - assassinat du docteur Joseph Colmant, grande figure de la résistance belge.
  - Libération de Saint-Brieuc dans les Côtes-du-Nord par le Général Patton et ses légions.

- 7 août :
  - contre-offensive allemande à Mortain, enrayée le 12 ;
  - Patton entre à Vannes ;
  - échec de l'opération Totalize ;
  - parution du premier numéro du quotidien régional Ouest-France;
  - troisième visite de Winston Churchill sur le front de Normandie.

- 8 août : 
  - opération Totalize. Victoire partielle.
  - élection générale québécoise : Gouvernement de Maurice Duplessis (Union nationale) au Québec;
  - élection générale albertaine.

- 9 août : Patton au Mans.

- 10 août : Patton libère Chartres.

- 11 août : Patton à Argentan et Châteaudun.

- 12 août :
  - opération Poche de Falaise (fin le 21 août) ;
  - Leclerc libère Alençon (première ville métropolitaine libérée par des Français) (Le premier territoire français libéré par des Français est Saint-Pierre-et-Miquelon, le 24 décembre 1941, la première ville de France libérée par les Français, est Ajaccio le 8 septembre 1943.) ;
  - Charles de Gaulle se voit décerner le titre de « Citoyen d'Honneur de la Ville de Lille ».
  - Libération de la ville de Nantes [2]

- 12 août au 21 août : victoire des alliés à la Poche de Falaise

- 15 août :
  - libération de Chartres ;
  - débarquement franco-américain en Provence (opération Anvil Dragoon).
  - libération de Brive, première ville française à se libérer d’elle-même.

- 16 août :
  - libération d’Orléans ;
  - libération de Draguignan à la suite du débarquement en Provence ;
  - Paris : massacre de la cascade du Bois de Boulogne, où 35 résistants sont fusillés.
  - Première utilisation d'un intercepteur à moteur fusée, Messerschmitt Me 163, contre une formation de bombardiers B-17.

- 16 août - 24 novembre : bataille de Guilin-Liuzhou en Chine. Victoire japonaise.

- 17 août :
  - Patton à Dreux ;
  - départ du dernier train de déportés de Drancy vers Auschwitz.

- 18 août : Pierre Laval est emmené par les Allemands à Belfort.

- 19 août :
  - Patton à Mantes ;
  - début de l’insurrection de Paris. À l'approche des chars de Patton, des combats éclatent dans Paris. Le général de Gaulle, que l'on reconnaît d'ores et déjà comme le chef des Français, envoie la 2e division blindée du général Leclerc appuyer l'insurrection parisienne pour la libération de Paris (19-25 août).
  - Libération de Toulouse

- 20 août : 
  - Pétain est emmené par les Allemands à Belfort. Il est transféré en Allemagne, à Sigmaringen, avec Pierre Laval, le 7 septembre.
  - Première libération de Châteauroux.

- 21 août : encerclement de Toulon par les troupes françaises.

- 21 août - 7 octobre : plan de Dumbarton Oaks chargé d’étudier la création d’une Organisation des Nations unies.

- 22 août : libération de Toulon.

- 23 août : 
  - libération de Marseille;
  - le roi Michel Ier de Roumanie, par un véritable coup d’État, limoge Ion Antonescu qui est arrêté, et un gouvernement de coalition, le Front démocratique, est constitué avec des membres des Partis communiste, libéral et national paysan sous la direction du général Constantin Sănătescu.

- 24 - 25 août : libération de Paris. Avec l’acquiescement des Américains, la 2e DB de Leclerc prend le contrôle de la capitale où l’insurrection a repris après une trêve. La reddition allemande est signée l’après-midi du 25 août. Quelques heures plus tard, de Gaulle entre dans la ville.

- 25 août : 
  - massacre de Maillé, comme à Oradour-sur-Glane des SS massacrent la population et incendient le village de Maillé en Indre-et-Loire, faisant 124 victimes;
  - Paris est libéré. Le général De Gaulle défile triomphalement sur les Champs-Élysées;
  - la Roumanie déclare la guerre à l’Allemagne nazie et à la Hongrie.

- 26 août :
  - Charles de Gaulle à Paris. Le général de Gaulle défile triomphalement sur les Champs-Élysées ;
  - prise de Toulon par le général de Lattre;
  - libération de Bucarest.

- 28 août : 
  - libération de Nice ;
  - attentat contre le général Giraud à Alger.

- 29 août :
  - Patton atteint l'Aisne ;
  - libération de Nîmes, Béziers et Narbonne ;
  - massacre de la vallée de la Saulx.
  - Slovaquie : insurrection du Conseil national slovaque qui tente de renverser le régime de Tiso[pas clair], réprimée par les Allemands.
  - Hongrie : malgré les protestations allemandes, Miklós Horthy charge le général Géza Lakatos de former un cabinet « mixte » en partie fidèle au régent, qui tente de revenir à une politique de neutralité.

- 30 août : 
  - de Lattre à Arles et Avignon;
  - l’Armée rouge entre à Bucarest déjà libérée.

- 31 août : 
  - installation du Gouvernement provisoire de la République française  à Paris;
  - les Tziganes du camp d’Auschwitz-Birkenau sont tués par le gaz.

## Naissances
- 1er août : Yuri Romanenko, cosmonaute soviétique.
- 4 août : Richard Belzer, acteur américain († 19 février 2023).
- 5 août : 
  - Polycarp Pengo, cardinal tanzanien.
  - Jean-Pierre Ricard, cardinal français, archevêque de Bordeaux.
- 8 août : John C. Holmes, auteur de film phono († 13 mars 1988).
- 10 août : Abdel Latif Rachid, homme politique irakien.
- 11 août : 
  - Alexa McDonough, chef du Nouveau Parti démocratique (NPD) († 15 janvier 2022).
  - Frederick W. Smith, entrepreneur américain († 21 juin 2025).
- 15 août : 
  - Sylvie Vartan, chanteuse française.
  - Yoweri Museveni, homme d'État ougandais, président de la République d'ouganda depuis 1986.
- 17 août : Larry Ellison, homme d'affaires américain.
- 19 août : 
  - Jean-François Bizot, écrivain, journaliste et cinéaste français, fondateur du magazine Actuel et de Radio Nova († 8 septembre 2007).
  - José Agustín, écrivain mexicain († 16 janvier 2024).
- 24 août : Gregory B. Jarvis, astronaute américain († 28 janvier 1986).
  - Rocky Johnson, catcheur canadien († 15 janvier 2020).
- 25 août : Conrad Black, homme d'affaires.
- 26 août : Maureen Tucker, musicienne américaine, batteuse du groupe The Velvet Underground.
- 27 août : Tim Bogert, bassiste de rock américain († 13 janvier 2021).
- 30 août : José Falcón (José Carlos Frita Falcao), matador portugais († 11 août 1974).

## Décès
- 5 août : Henri Romanetti, officier mitrailleur aérien, compagnon de la Libération (° 7 mars 1909).
- 12 août : Luc Dietrich, écrivain et photographe français (° 17 mars 1913).
- 17 août : Paul Wormser, champion olympique d'escrime et résistant français (° 11 juillet 1905).
- 19 août : Louis Hélié, résistant français de la Seconde Guerre mondiale (° 1889).
- 28 août : Jacques Yahiel, résistant français de la Seconde Guerre mondiale (° 14 juillet 1884).